# Austropurcellia woodwardi
Austropurcellia woodwardi - gatunek kosarza z podrzędu Cyphophthalmi i rodziny Pettalidae.

## Biotop
Bytuje w ściółce.

## Występowanie
Gatunek endemiczny dla Australii. Występuje w Wielkich Górach Wododziałowych w Queensland.